# Lengyel testvérek

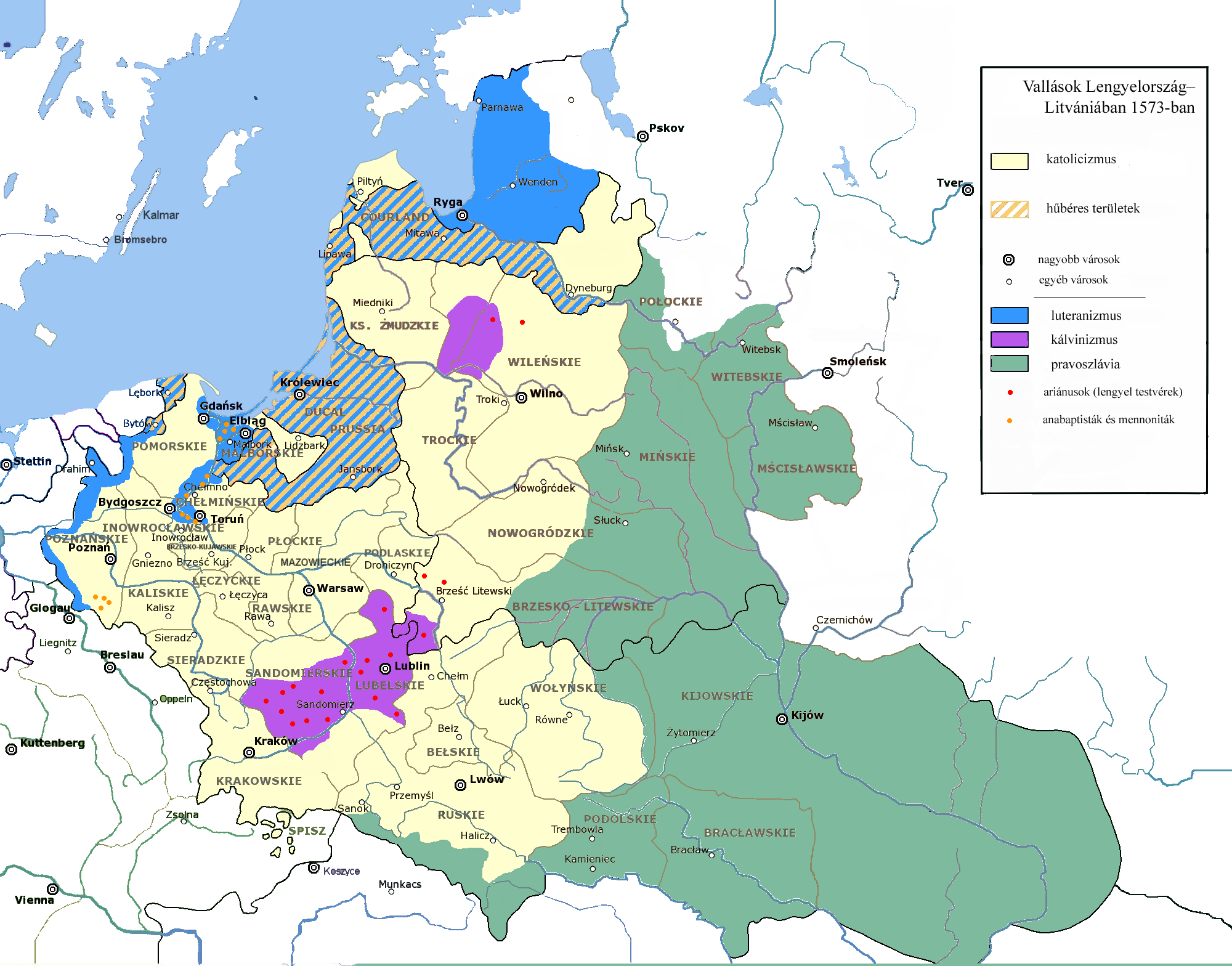
Vallások A Lengyel Korona és a Litván Nagyfejedelemség Köztársaságában 1573-ban (a piros pontok jelzik az ariánus központokat)

A lengyel testvérek, lengyel ariánusok vagy szociniánusok kora újkori lengyel–litván vallási irányzat volt, amelynek tagjai tagadták a Szentháromság-tanát, elutasították a gyermekkori keresztelést, és a szabad gondolkodáshoz való abszolút jogot vallották. Ez volt az egyetlen vallási irányzat, amelyet név szerint is kizártak az 1573-as varsói konföderáció hatálya alól. 1658-ban a lengyel testvéreket kiűzték a Rzeczpospolita területéről, főleg mert a korábbi években segítették a svéd megszállókat és sokan közülük csatlakoztak II. Rákóczi György erdélyi fejedelemhez, aki maga is hadjáratot vezetett a célból, hogy Lengyelország királyává válasszák. Utolsó határon túli közösségük 1803-ban szűnt meg. Az irányzat az 1930-as években újjáéledt.

## Kialakulása
1550 körül számos antitrinitárius gondolkodó gyűlt össze Krakkóban, akik Bona Sforza királyné korzikai gyóntatópapja, Francesco Lismanino vezetésével igyekeztek egyeztetni nézeteiket. Találkozóikon részt vett a holland Adam Pastor, a királyné piemonti orvosa, Giorgio Biandrata és egy Velencén keresztül Zürichből érkezett menekült, Lelio Sozzini. Kapcsolatban álltak a morva anabaptisták Kárpátokban letelepedett ágával, illetve az erdélyi szentháromság-tagadókkal.
Az 1550-es években számos elméleti írást jelentettek meg. Ezekben egyebek mellett a Szentlélek és a túlvilág létezését tagadták, kifejtették szentségimádás-ellenes nézeteiket, a társadalmi egyenlőséget és a tulajdon gonoszságát hirdették. A munkák közül a legkiemelkedőbb Lelio unokaöccsének, Fausto Sozzininak (Socinus, 1539–1604) De Jesu Christo Salvatore (Jézus Krisztusról, a Megváltóról) című 1598-as műve volt, amely miatt végül kiutasították Krakkóból.
Döntő jelentőségű volt az 1569–1570 között eltelt egy év, amikor a szektások, akik eddigre már eltávolodtak a kálvinizmus fő irányától, nem csatlakoztak a sandomierzi egyezményhez. Nagyobb részük a kis-lengyelországi Raków városában gyűlt össze, ahol Michał Sienicki (1521–1582) támogatásával létrehozták saját közösségüket, amely az ecclesia minor (kisebbik egyház) nevet kapta – szemben a többségi reformátusokat tömörítő nagyobbik egyházzal (ecclesia maior).

## Története

Raków címere

A Rakówban összegyűltek eltöröltek maguk között minden rangot és megszakítottak minden kapcsolatot az állammal. A kétkezi munka, a közös tulajdon, a tökéletes egyenlőség és a pacifizmus tanát hirdették. (E jelenségek miatt egyes történészek a kommunizmus előfutárait látták bennük.) Saját nyomdát és akadémiát tartottak fenn, ahova a 17. század elején több mint ezer hazai és külföldi diák járt.
Széles körben ismert és eretnekgyanús volt katekizmusuk, amelyet több tucatszor is kiadtak és csaknem minden európai nyelvre lefordítottak. Az ún. „rakówi káté” Norman Davies történész megítélése szerint „nem csupán az unitarizmus, hanem általában véve a radikális gondolkodás egyik legjelentősebb dokumentumának kell tekintenünk.” Hitelveik kialakításakor egyetlen módszerük az egzegézis volt, tehát kizárólag a Biblia szövegét vették alapul. A nyolc fejezetből álló könyvet platóni dialógusok formájában írták.

„Interrogatio: Quid est Iesus Christus, filius Dei?
Responsio: Est Homo, mediator noster apud Deum.

Kérdés: Kicsoda Jézus Krisztus, Isten fia?
Válasz: Ember ő, ki Istennél közbenjár értünk.”

Szervét Mihály nyomán az ariánusok úgy vélték, hogy a Septuaginta fordítói nem pontosan fordították le az Elohim és a Benei haElohim kifejezéseket, amelyek a héber eredetiben az angyalok, a bírák és Izrael királyainak megnevezésére szolgáltak. Ez a felfedezés megváltoztatta a Jézus személyével kapcsolatos korábbi nézeteket. Kiderült ugyanis, hogy az első tanítványok nem tekintették Jézust Isten egyedüli Fiának, valamint hogy az ókori Izraelben nem csak Jahvére használták az „isten” kifejezést.
A lengyel testvérek elutasították azt a nézetet, miszerint Logos (Krisztus örökkévaló lelke) Teremtőként részt vett volna a világ megteremtésében. Még a 16. század során kimondták, hogy a kereszténység eredeti teológiája azonos volt a judaizmuséval.
Mivel az ariánusok voltak az egyetlen szekta, amelyet név szerint is kizártak az 1573-as varsói konföderáció hatálya alól, értelemszerűen ők voltak a vallásszabadság leghangosabb szószólói. Ebben a témában a legjelentősebb beszédet is a rakówi akadémia rektora, Jan Crell (1590–1633) írta Vindiciae pro religionis libertate (A vallás szabadságának igazolása) címmel. Ugyanakkor az ariánusok nem szenvedtek rendszeres üldöztetést. Ha az egyházi hatóságok egy helyen eljárást kezdtek ellenük, akkor átköltöztek más területre – rendszerint egy őket támogató nemes birtokára. A Rzeczpospolita területén csak kivételesen fordult elő, hogy valakit hite miatt kivégeztek.
A lengyel testvéreket 1658-ban meggyanúsították azzal, hogy az özönvíz (északi háború) idején együttműködtek a svédekkel, és a szejm döntése értelmében kiűzték őket a Rzeczpospolita területéről – ez volt az első alkalom az ország történelmében, hogy ennyire súlyosan megsértették a vallásszabadságot, valamint első és utolsó alkalommal száműztek egy vallási közösséget. Hogy milyen mértékben álltak a svédek pártján az kérdéses, sok más lengyel protestáns is támogatta az evangélikus vallású X. Károly Gusztávot és az azt segítő szintén protestáns II. Rákóczi Györgyöt, mert tőlük remélték jogaik maradéktalan tiszteletben tartását és esetleges kiszélesítését.
A számkivetés következtében a szekta tagjainak jelentős része kivándorolt, és magával vitte az unitarizmus gondolatát. Hollandiában, a Porosz Hercegségben, Erdélyben (főleg Kolozsváron), Sziléziában (főleg Kluczborkban) és az északnémet területeken telepedtek le. Az országon belül maradó ariánusok egy része illegalitásba vonult. Pińczówban egészen 1684-ig kereszteltek titokban ariánusokat. jankówkai központjuk még a 18. század elején is működött. Titkos szállásaikat a nemesi udvarokban, ahol találkozóikat tartották, a 19. századi nemzeti felkelések idején is búvóhelyként használták.

### A nők helyzete
A nők helyzete összehasonlíthatatlanul erősebb volt a lengyel testvérek körében, mint más protestáns vagy katolikus környezetben. A közvélekedés elítélését váltotta ki, hogy gyülekezeteikben a prédikációkat gyakran tartották nők. Az arianizmus egyik alapelve volt a partnerség a házassági kapcsolatokban – sem a feleség, sem a férj nem foglalhatott el domináns pozíciót.
Jézus isteni voltának, valamint Mária „Isten anyja”-szerepének elutasítása a női szüzesség ideáljának elvetéséhez vezetett. Ennek eredményeképpen a nők és társadalmi szerepük megítélése realisztikusabbá és racionálisabbá vált. A lengyel testvérek számos művet írtak ebben a témában.
Az ariánusok 1658-as kiutasításakor a szejm nem foglalkozott a nőkkel, akik közül sokan gyermekeikkel az országban maradtak. Rövidesen kiderült, hogy – immár hozzászokván a lelkipásztori teendők elvégzéséhez – a nők is lehetnek az „eretnekség terjesztői”. 1662-ben a szejm „helyrehozta a hibát”, most már rájuk is kiterjesztve a tiltást.

### Temetkezési szokások
1658 előtt a Rzeczpospolita területén a lengyel testvéreknek saját temetőik voltak. A pińczówi temetők feltárásából tudjuk, hogy a holtak kezükben egy táblácskát tartottak, rajta egy Pál apostol Timóteushoz írt 2. leveléből vett idézettel: „Scio cui credidi” (Tudom, kinek hittem). Egy jól lezárt üvegcsébe zárva melléjük temették életük leírását. Titkos ariánus temetkezési helyek még a 18. század során is előfordultak az ország területén.
Miután a pińczówi temetőt a 19. században, a rakówit pedig az 1960-as években lerombolták, jelenleg a legnagyobb megmaradt ariánus temetkezési hely Lengyelországban az ún. Ariańska Góra (Ariánus-hegy) Kosinowóban.

### A legfontosabb ariánus központok 1658 előtt
A lengyel testvérek mozgalma erősen elit jellegű volt, rengeteg írástudó és tudós csatlakozott hozzá. A gyülekezetek listáját még nem sikerült teljeskörűen összeállítani. Janusz Tazbir történész körülbelül százötvenre becsüli a számukat. Ezek nem voltak nagy közösségek, átlagosan 100–200 tagot számláltak.
- Lengyelország
  - Krakkói vajdaság: Krakkó, Lusławice
  - Lublini vajdaság: Lubartów, Lublin
  - Mazóviai vajdaság: Varsó
  - Podlasiei vajdaság: Węgrów
  - Sandomierzi vajdaság: Raków
  - Wołyńi vajdaság: Beresteczko, Hoszcza, Kisielin, Lachowice
- Litvánia
  - Nowogródeki vajdaság: Nowogródek
  - Żmudźi Hercegség: Kiejdany, Taurogi

## Újjáéledés a 20. században
Több mint 130 évnyi nemlétet követően és a Lengyelországból történt kiutasítás után 280 évvel az 1930-as években a lengyel testvérek mozgalma újjáéledt. Ma is léteznek Jednota Braci Polskich (Lengyel Testvérek Egyesülése) néven.

## Fordítás
- Ez a szócikk részben vagy egészben  a   Bracia Polscy című lengyel Wikipédia-szócikk ezen változatának fordításán alapul.  Az eredeti cikk szerkesztőit annak laptörténete sorolja fel. Ez a jelzés csupán a megfogalmazás eredetét és a szerzői jogokat jelzi, nem szolgál a cikkben szereplő információk forrásmegjelöléseként.